# Natação nos Jogos Pan-Americanos de 2023 - 10 km feminino
A competição de 10 km feminino da natação nos Jogos Pan-Americanos de 2023 foi disputada em 29 de outubro na Laguna Los Morros, em San Bernardo, no Chile. No total, competiram 20 atletas de 13 Comitês Olímpicos Nacionais (CON).

## Calendário
Horário local (UTC-4).
| Data          | Horário | Fase  |
| ------------- | ------- | ----- |
| 29 de outubro | 09:00   | Final |

## Medalhistas
| Ouro   | USA Ashley Twichell   |
| Prata  | BRA Ana Marcela Cunha |
| Bronze | BRA Viviane Jungblut  |

## Resultados

### Final
A final foi realizada em 29 de outubro.
| Pos. | Atleta                | Nacionalidade                       | Tempo     | Notas |
| ---- | --------------------- | ----------------------------------- | --------- | ----- |
| 01 ! | Ashley Twichell       | USA Estados Unidos                  | 1:57:16.4 |       |
| 02 ! | Ana Marcela Cunha     | BRA Brasil                          | 1:57:29.4 |       |
| 03 ! | Viviane Jungblut      | BRA Brasil                          | 1:57:51.1 |       |
| 4    | Cecilia Biaglioli     | ARG Argentina                       | 1:58:09.7 |       |
| 5    | Leah Degeorge         | USA Estados Unidos                  | 1:58:54.7 |       |
| 6    | Emma Finlin           | CAN Canadá                          | 1:59:56.7 |       |
| 7    | Candela Giordanino    | ARG Argentina                       | 2:01:43.3 |       |
| 8    | María Bramont-Arias   | PER Peru                            | 2:02:47.4 |       |
| 9    | Martha Sandoval       | MEX México                          | 2:03:46.0 |       |
| 10   | Ana Abad              | ECU Equador                         | 2:03:46.3 |       |
| 11   | Bailey O'Regan        | CAN Canadá                          | 2:04:35.8 |       |
| 12   | Mahina Valdivia       | CHI Chile                           | 2:04:37.1 |       |
| 13   | Fanny Ccollcca        | PER Peru                            | 2:04:48.1 |       |
| 14   | Paulina Alanis        | MEX México                          | 2:04:55.0 |       |
| 15   | María Fernanda Porres | EAI Equipe de Atletas Independentes | 2:06:03.2 |       |
| 16   | Britta Schwengle      | ARU Aruba                           | 2:07:28.0 |       |
| 17   | Jennifer Ramírez      | HON Honduras                        | 2:16:48.1 |       |
| –    | Kisha Jimenez         | CRC Costa Rica                      | DNF       |       |
| –    | Fatima Portillo       | ESA El Salvador                     | DSQ       |       |
| –    | Yanci Vanegas         | EAI Equipe de Atletas Independentes | DSQ       |       |

Legenda
| Recorde mundial                  | Recorde mundial (World record)               |                       | Recorde africano                      | Recorde africano (African) |                                           | Q | Classificado por posição (Qualified) |
| Recorde dos Jogos Pan-Americanos | Recorde pan-americano (Pan-American record)  | Recorde da América    | Recorde da América (Americas)         | q                          | Classificado por melhor tempo (Qualified) |   |                                      |
| Melhor marca do ano              | Melhor marca do ano (World leading)          | Recorde asiático      | Recorde asiático (Asian)              | DNS                        | Não largou (Did not start)                |   |                                      |
| Recorde nacional                 | Recorde nacional (National record)           | Recorde europeu       | Recorde europeu (European)            | DNF                        | Não terminou (Did not finish)             |   |                                      |
| Recorde pessoal                  | Recorde pessoal do atleta (Personal best)    | Recorde da Oceania    | Recorde da Oceania (Oceania)          | DSQ / DQ                   | Desclassificado (Disqualified)            |   |                                      |
| Recorde da temporada             | Recorde da temporada do atleta (Season best) | Recorde sul-americano | Recorde sul-americano (South America) | NM                         | Sem marca (No mark)                       |   |                                      |